# Porto Avieira

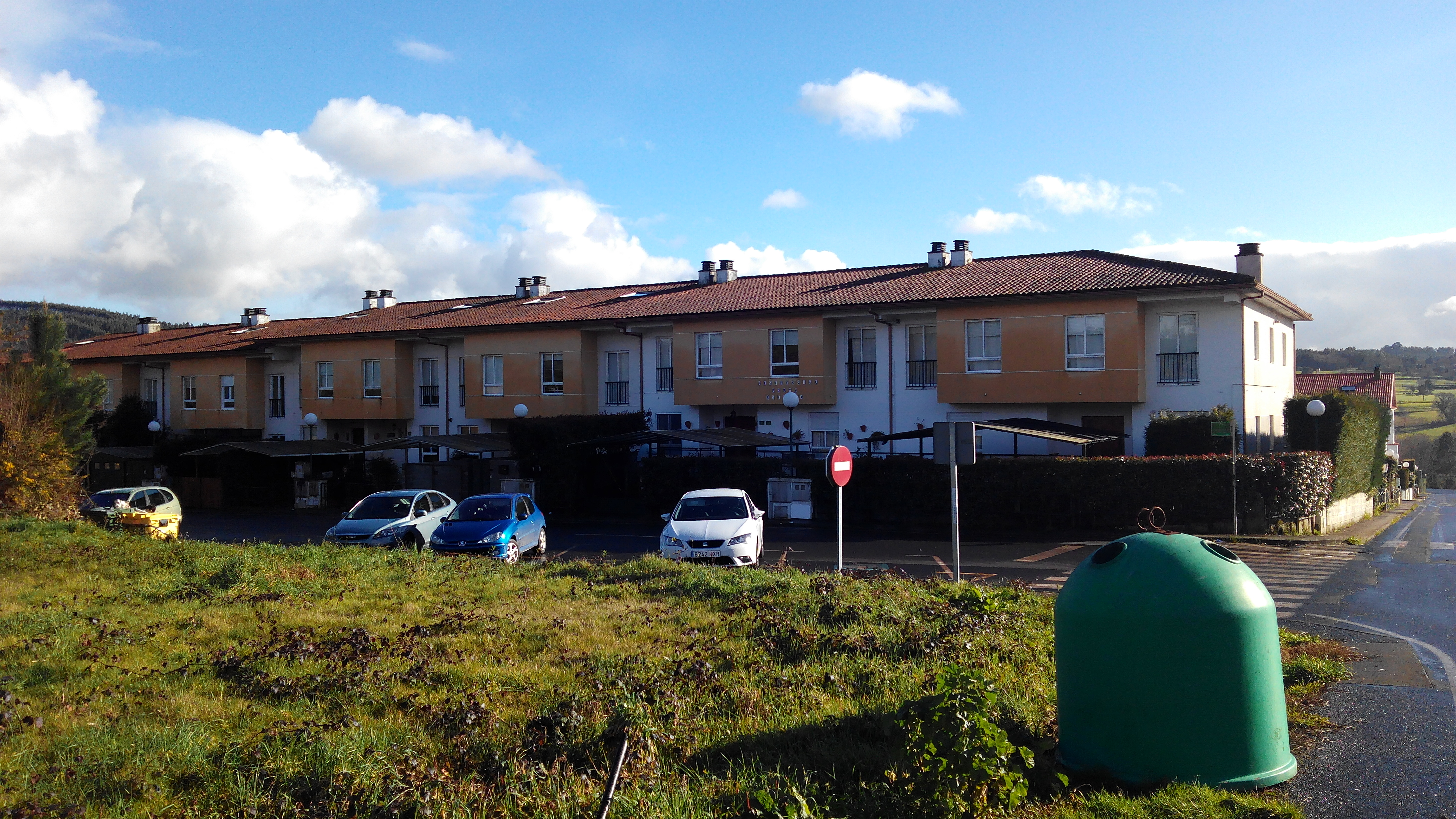
Porto Avieira.

Porto Avieira es una urbanización, de la parroquia de A Gandara del ayuntamiento de Oroso, tiene 234 habitantes y está formada por 8 manzanas con unas 50 viviendas. Cada manzana tiene una piscina y una cancha deportiva para el ocio, cerca de la zona hay un campo de golf, otro de béisbol y un hipódromo. A las afueras de la zona hay un cementerio y una Iglesia, donde se organiza la fiesta de "A Gandara", en el área pasa el río tambre por el que se puede hacer una ruta de senderismo.

## Referencias

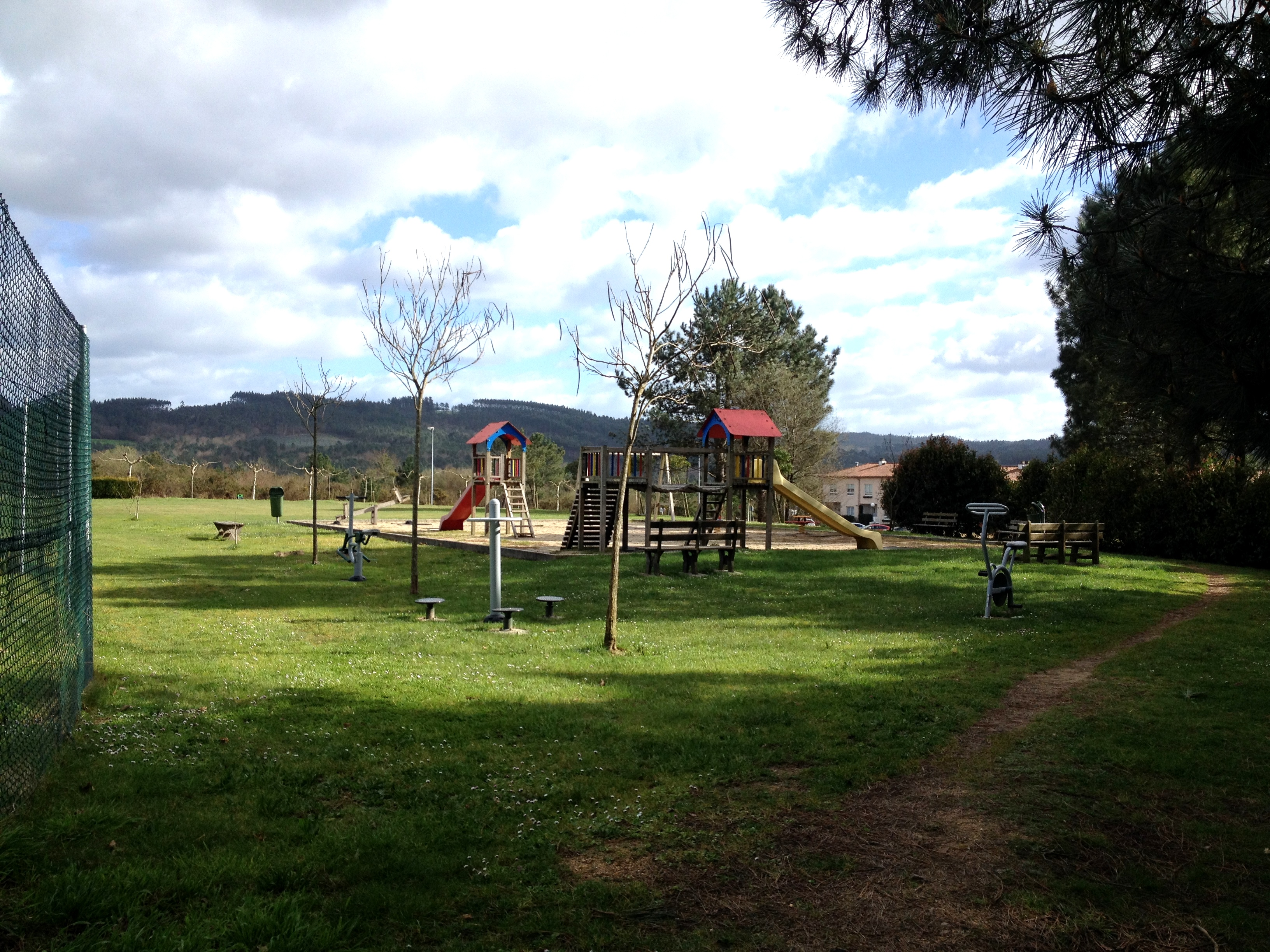

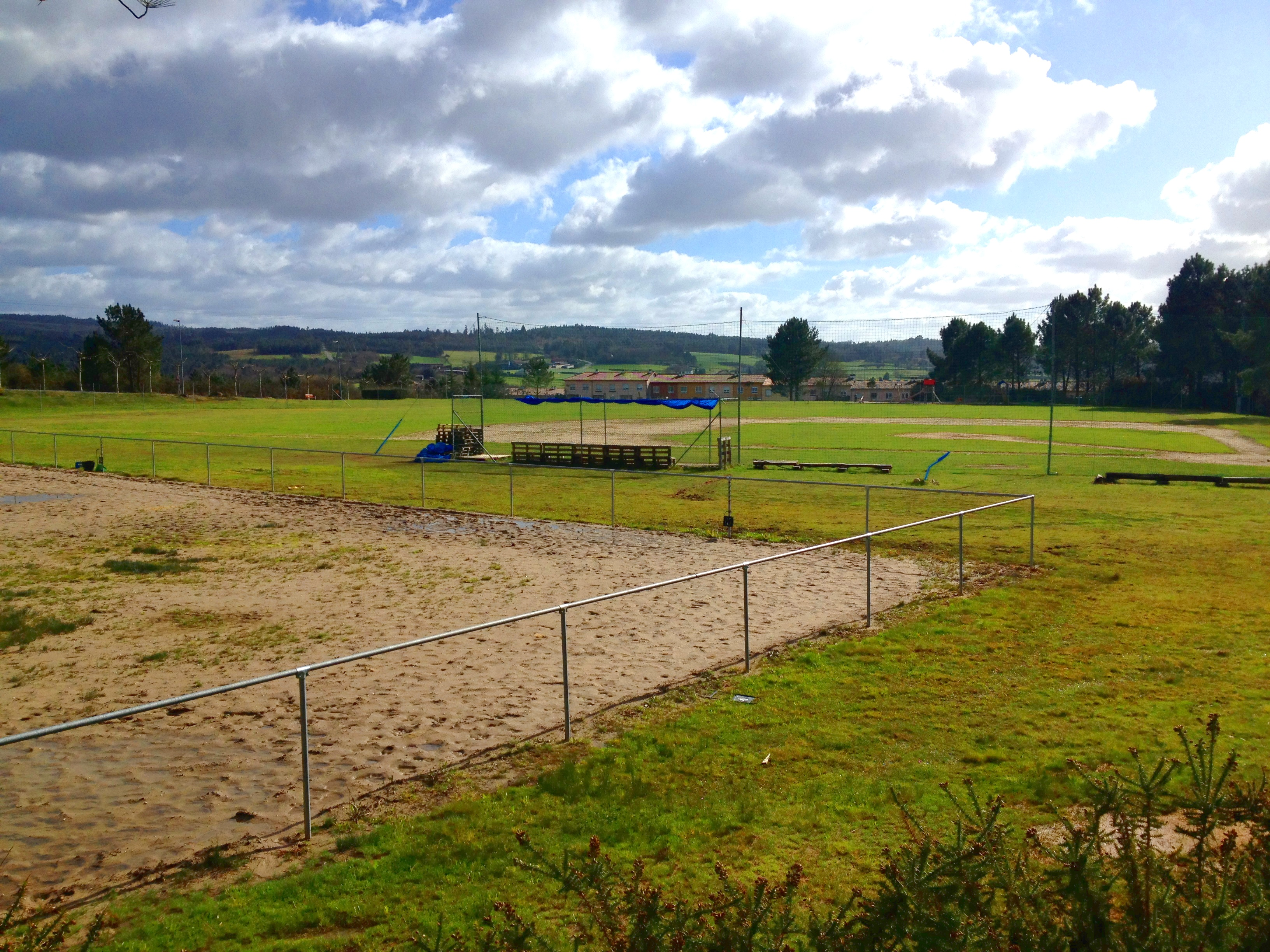

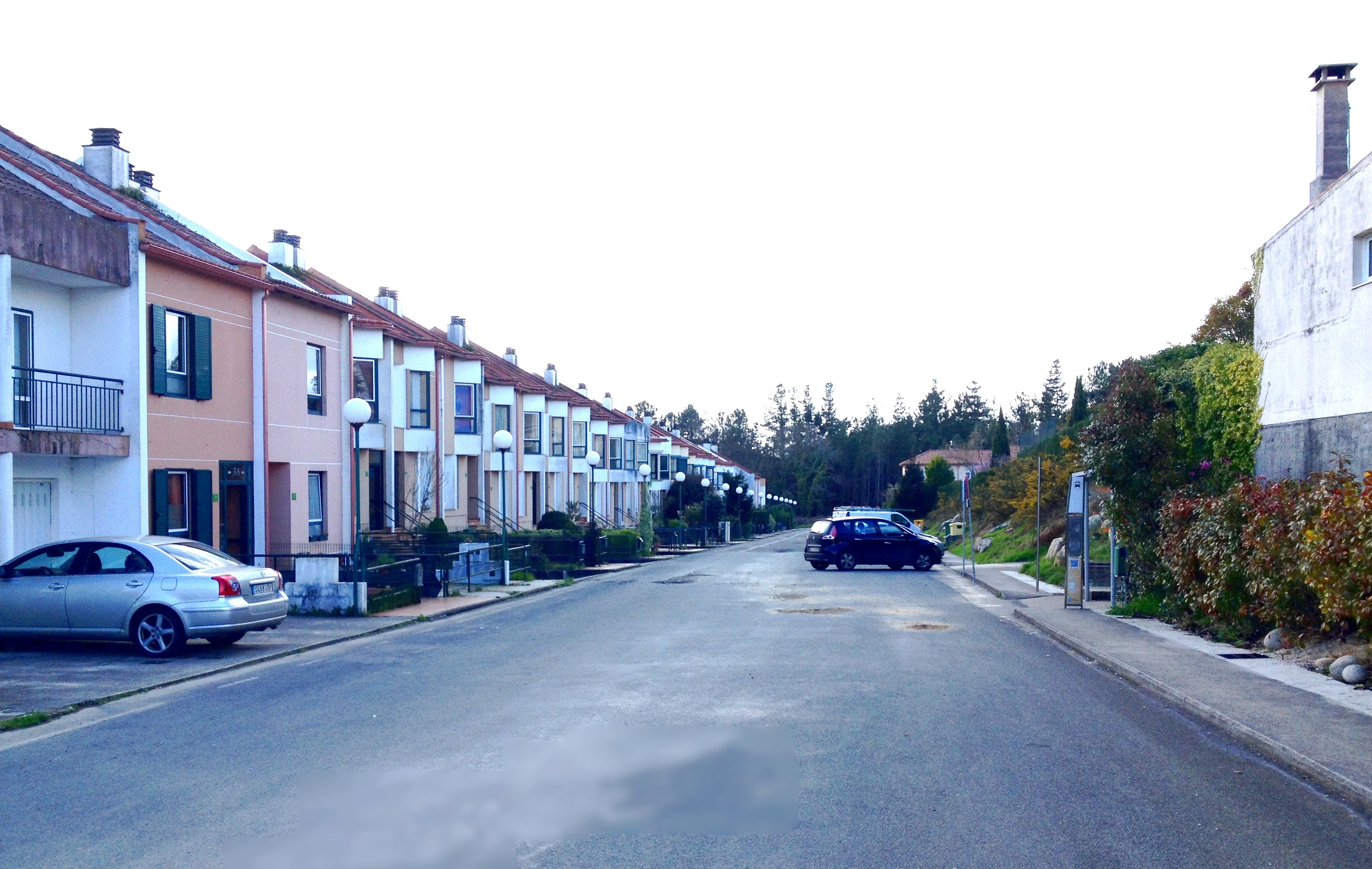